# Боярских, Михаил Васильевич
Михаил Васильевич Боярских (22 июня 1989, Падун, Тюменская область) — российский биатлонист, неоднократный чемпион и призёр чемпионатов России. Мастер спорта России

## Биография
Начал заниматься лыжными гонками в Заводоуковске, первый тренер — Владимир Яковлевич Пропп. В 2007 году перебрался в Ханты-Мансийск, занимался биатлоном на молодёжном уровне у тренеров Ивана Владимировича Воржева и Эдуарда Михайловича Воробьёва, позднее — в Центре спортивной подготовки у С. А. Алтухова и В. П. Захарова. Представляет Ханты-Мансийский автономный округ.
Неоднократный чемпион и призёр чемпионатов России, в том числе в 2017 году завоевал золото в эстафете, командной гонке и гонке патрулей в составе сборной ХМАО, в 2015 году — в эстафете, в 2014 году — в командной гонке. Чемпион России по летнему биатлону 2016 года в масс-старте, 2016 и 2012 года в эстафете.
На чемпионате мира по летнему биатлону 2016 года в Отепя занял 34-е место в спринте, 21-е — в гонке преследования и 10-е — в смешанной эстафете.
Побеждал на этапах Кубка России. Также становился победителем чемпионата Уральского федерального округа.
В 2014 году велись переговоры о переходе Михаила Боярских в сборную Беларуси, однако переход не состоялся.

## Семья
Брат-близнец Евгений также занимается биатлоном. На юниорском уровне Михаил считался более перспективным, однако по взрослым Евгений добился больших успехов.